# Voice-over
De voice-over of commentaarstem is een stem die in een film of tv-programma buiten het beeld commentaar geeft. Deze vertelstem kan een van de personen of personages zijn die in het verhaal optreden, maar dat is niet altijd het geval. Een andere benaming voor zowel de voice-over als de persoon die deze inspreekt is "buitenbeeldse stem" of gewoon "stem".
Bij documentaires, reportages en educatieve films en programma's is de voice-over de stem van de commentator. Een budgettair voordeel is dat het huren van een buitenbeeldse stem goedkoper is dan het engageren van een presentator die het programma visueel presenteert. Daarnaast heeft de voice-overtechniek nog andere voordelen. Zo kan de stem op het laatste moment in de sonorisatiekamer zo nodig worden aangepast. Een ander voordeel van deze techniek is de probleemloze aanpassing van het programma voor andere talen. Een mogelijk nadeel is dat de commentaarstem onpersoonlijk overkomt, maar toch wordt er in feitenprogramma's veelvuldig gebruik van gemaakt. In persoonlijke documentaires verwoordt de maker soms de eigen gedachten en gevoelens over het onderwerp in een voice-over.
Bij een speelfilm wordt een voice-over vaak ingezet als verteller van de gedachten van een personage, of als verteller van het verhaal (de 'ik' van het verhaal), ingesproken door een hoofdrolspeler of door een aparte acteur. De voice-over is hierbij een snelle techniek om bijkomende informatie te geven, die anders meer verteltijd in beslag zou nemen en soms onnodig duur of zelfs onmogelijk te filmen is. Het tempo (vertelritme) waarin de gebeurtenissen worden verteld kan zo verhoogd worden.
Ook reclamespots worden vaak van voice-overs voorzien. Sommige bekende acteurs en presentatoren doen het inspreken van teksten als bijverdienste ('schnabbel').
In onder andere Oekraïne en Polen wordt in plaats van nasynchronisatie een voice-over gebruikt bij films op televisie. De oorspronkelijke audio loopt dan zachtjes in de achtergrond verder terwijl de voice-over in de lokale taal vertelt. Dit wordt vooral gedaan om kosten te besparen.